# Осницкая
Осницкая (Ржанка) — река в Осташковском районе Тверской области России. Вытекает из болота Анушинский Мох северо-западнее деревни Анушино, впадает в озеро Березовское системы озёр Селигера. Длина реки составляет 15 км, площадь водосборного бассейна — 106 км².

## Данные водного реестра
По данным государственного водного реестра России относится к Верхневолжскому бассейновому округу, водохозяйственный участок реки — Волга от Верхневолжского бейшлота до города Зубцов, без реки Вазуза от истока до Зубцовского гидроузла, речной подбассейн реки — бассейны притоков (Верхней) Волги до Рыбинского водохранилища. Речной бассейн реки — (Верхняя) Волга до Куйбышевского водохранилища (без бассейна Оки).
Код объекта в государственном водном реестре — 08010100412110000000458.